# Florian Kronbichler
Florian Kronbichler (Riscone, 17 luglio 1951) è un politico e giornalista italiano, di lingua tedesca.

## Biografia
Terzo di nove figli di una famiglia di contadini, Kronbichler è nato a Riscone di Brunico, in val Pusteria e dal 1981 è residente a Bolzano.
Diplomato nel 1971 presso il ginnasio Vinzentinum di Bressanone, si laureò in scienze politiche presso l'Università di Padova nel 1975, dove svolse anche il dottorato di ricerca. In questo periodo fu anche eletto per due volte presidente dell'Associazione degli studenti universitari sudtirolesi. Divenne in seguito docente presso la Libera Università di Bolzano.
Terminati gli studi iniziò a collaborare con l'amministrazione della Provincia autonoma di Bolzano, dapprima come funzionario del dipartimento dell'istruzione (con delega al riconoscimento dei titoli di studio esteri), poi per il dipartimento di programmazione economica.
Giornalista dal 1980, collaborò fino al 1988 col quotidiano Alto Adige, per il quale curò la sezione in lingua tedesca. Nel 1988 si trasferì a lavorare per la rivista altoatesina in lingua tedesca ff – Südtiroler Wochenmagazin, di cui fu caporedattore dal 1993 al 2000, anno in cui divenne giornalista freelance. Dal 2001 scrisse per la Neue Südtiroler Tageszeitung e dal 2003 collaborò come editorialista all'edizione di Bolzano del Corriere della Sera. Ha lavorato altresì per il Rai Sender Bozen. È noto anche come scrittore: tra le sue opere principali è da annoverare la stesura della biografia di Alexander Langer, personaggio al quale Kronbichler si considera fortemente legato.

### Attività politica
Kronbichler è attivo politicamente dagli anni 1970, dapprima nelle file del Sozialdemokratische Partei Südtirols, in seguito nei Verdi del Sudtirolo. In rappresentanza di questo partito, alle elezioni politiche 2013 è stato candidato e di seguito eletto alla Camera dei deputati nelle liste di Sinistra Ecologia Libertà, il partito di Nichi Vendola, che ha raggiunto il 3,8% dei consensi in Trentino-Alto Adige. È diventato quindi il primo parlamentare altoatesino di lingua tedesca nella storia d'Italia a non essere membro della Südtiroler Volkspartei o di un partito ad essa antesignano, nonché il secondo esponente dei Verdi del Sudtirolo a diventare parlamentare della Repubblica Italiana (il primo era stato Gianni Lanzinger nel 1987).
Dopo lo scioglimento di Sinistra Ecologia e Libertà (confluita nel nuovo soggetto denominato Sinistra Italiana), Kronbichler nel febbraio 2017 aderisce al gruppo parlamentare del neocostituito Articolo 1 - Movimento Democratico e Progressista. Conclude il proprio mandato parlamentare nel marzo 2018.

### Vita privata
Kronbichler è sposato con Rosmarie Spornberger, docente di diritto ed economia presso le scuole superiori bolzanine, e ha tre figli: Thomas, Jakob e Judith.

## Opere
- (DE)  Was gut war: ein Alexander-Langer-Abc. Raetia, Bolzano 2005, ISBN 978-88-7283-227-1
- (DE)  con Othmar Seehauser, Südtirol im Gegenlicht: Fotoreportagen seit 1980. Folio-Verlag, Vienna-Bolzano 2005, ISBN 978-3-85256-324-4
- Libretto: Amici della Lirica; 30 anni di passione per le grandi voci a Bolzano. Raetia, Bolzano 2006, ISBN 978-88-7283-284-4
- con Flavio Faganello, Gehen-andar via. Flavio Faganello. Trento 2010, ISBN 978-88-6089-077-1
- (DE)  con Christjan Ladurner, Die Kunst, von oben zu leben: bei Südtirols Bergbauern. 21 Porträts. Haymon, Innsbruck 2014, ISBN 978-3-7099-7138-3
- Alexander Langer, il mite lottatore: vita e idee di un profeta verde, un abc. Il Margine, Trento 2016, ISBN 978-88-6089-132-7